# Bogdan Mielnik
Bogdan Mielnik (ur. 6 maja 1936 w Warszawie, zm. 22 stycznia 2019 w Meksyku) – polski fizyk, profesor doktor habilitowany nauk fizycznych.

## Życiorys
Obronił pracę doktorską, następnie uzyskał stopień doktora habilitowanego. Otrzymał tytuł profesora nauk fizycznych. Został zatrudniony na stanowisku profesora w Centrum Studiów Zaawansowanych Narodowej Politechniki Meksyku (CINVESTAV) oraz w Instytucie Fizyki Teoretycznej na Wydziale Fizyki Uniwersytetu Warszawskiego.